# Tristan Corbière
Pour les articles homonymes, voir Corbière.
Tristan Corbière, nom de plume d'Édouard-Joachim Corbière, né le 18 juillet 1845 à Ploujean (aujourd'hui à Morlaix), dans le Finistère, et mort le 1er mars 1875 à Morlaix, est un poète français.
Proche du symbolisme, il est l'auteur d'un unique recueil poétique, Les Amours jaunes, et de quelques fragments en prose. Tristan Corbière mène une vie marginale et miséreuse, nourrie de deux grands échecs dus à sa maladie osseuse et à sa « laideur » presque imaginaire qu'il se complaît à accuser : celui de sa vie sentimentale — il aima sans retour une seule femme, Armida-Josefina Cuchiani, prénommée « Marcelle » dans son œuvre —, et celui de sa passion pour la mer — il rêvait de devenir marin, comme son père Édouard Corbière. Sa poésie porte en elle ces deux grandes blessures qui l'amèneront à adopter un style très cynique et incisif, envers lui-même autant qu'envers la vie et le monde qui l'entourent.
Ses vers teintés de symbolisme et aux idées proches du décadentisme rejettent et condamnent tous les courants littéraires de son époque, du romantisme au Parnasse, car leur créateur excentrique se veut « indéfinissable, cataloguable, pas être aimé, pas être haï ; bref, déclassé de toutes les latitudes ». Son écriture poétique est caractérisée par l'abondance de ponctuation, le manque de polissage, et une anti-musicalité, le tout présentant un aspect heurté et brut, qui fut d'abord perçu comme une impuissance à mieux faire, avant d'être reconnu plus tard comme une déstructuration volontaire du vers (« cassant, concis, cinglant le vers à la cravache »).
À la publication en 1873 à compte d'auteur de son unique œuvre, Les Amours jaunes, il passe totalement inaperçu dans les milieux littéraires de l'époque, et il faudra attendre dix ans pour que Paul Verlaine le révèle au grand public dans son essai Les Poètes maudits.
À la page 81 de son œuvre originelle, un texte intitulé Pauvre Garçon semble exprimer une relation amoureuse déçue avec un autre homme : Lui (...) Était plat près de moi (...) Ce héros qui n’a pas su trouver qu’il m’aimait.
Corbière fut aussi un illustrateur et un caricaturiste de talent, comme en témoigne l'album ffocsoR, retrouvé en 2010 par Benoît Houzé à Glasgow, ainsi que les 24 caricatures relatives à la Commune de Paris, retrouvées en 2021 dans la bibliothèque de Bologne par Francesca Rossi.
Il meurt peut-être tuberculeux, célibataire sans enfant et sans travail, retranché dans son vieux manoir breton, incompris de ses contemporains (« Ah, si j'étais un peu compris ! »), et sa poésie novatrice ne sera reconnue que bien après sa mort.

## Biographie

### Enfance et études

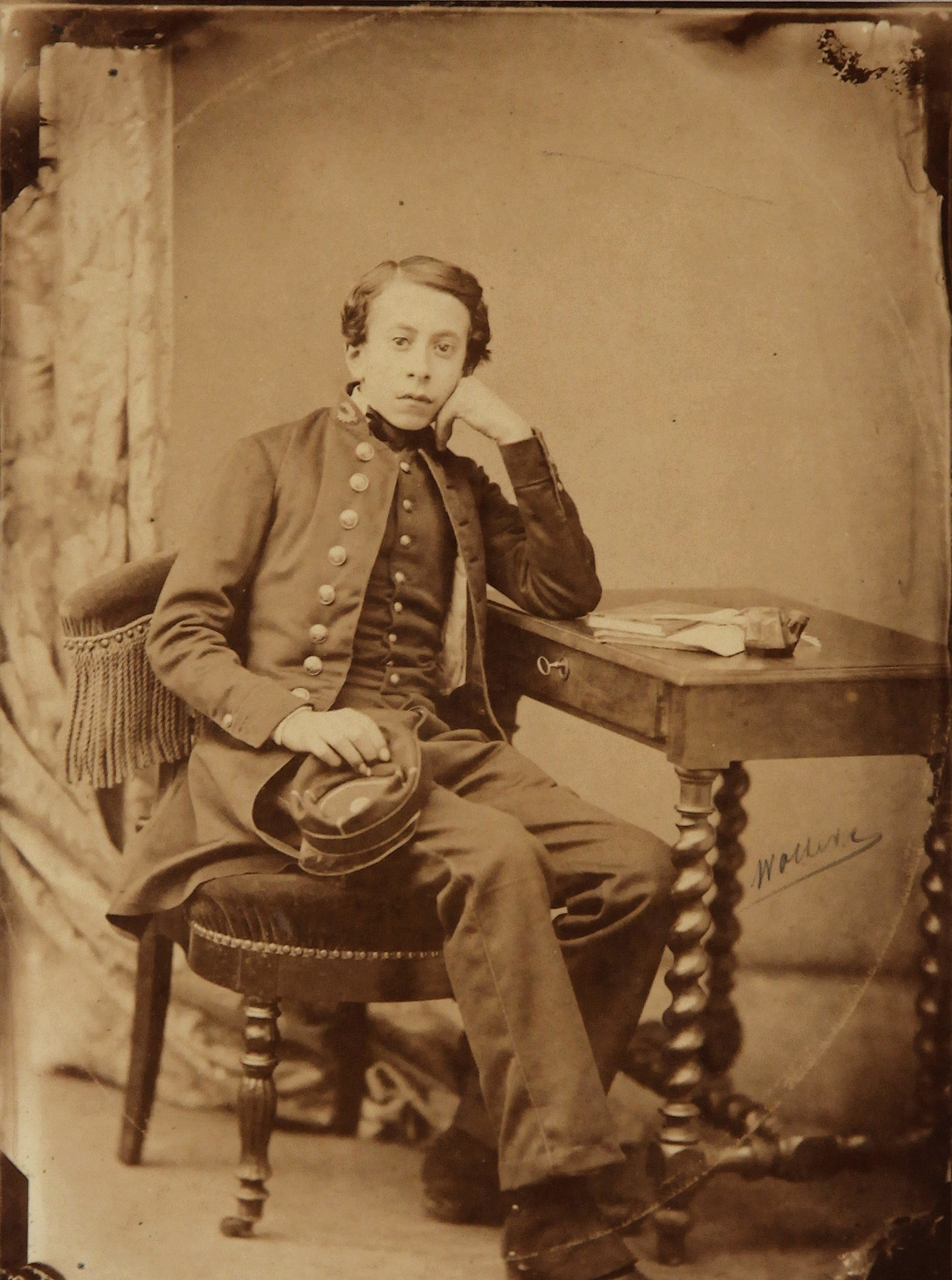
Tristan Corbière en uniforme de lycéen vers 1861-1862. Photographie anonyme.

Édouard-Joachim Corbière nait le 18 juillet 1845 au manoir de Coat-Congar, à Ploujean, près de Morlaix (et en fait partie aujourd'hui), de l'union de Jean-Antoine-René-Édouard Corbière dit Édouard Corbière (1793-1875) et d'Angélique-Aspasie Puyo. Son père, alors déjà un célèbre marin, journaliste, et romancier maritime. Il avait épousé la mère du poète l'année précédente, fille de l'un de ses amis, alors qu'elle était âgée de 18 ans. Trente-trois ans séparent ses deux parents.

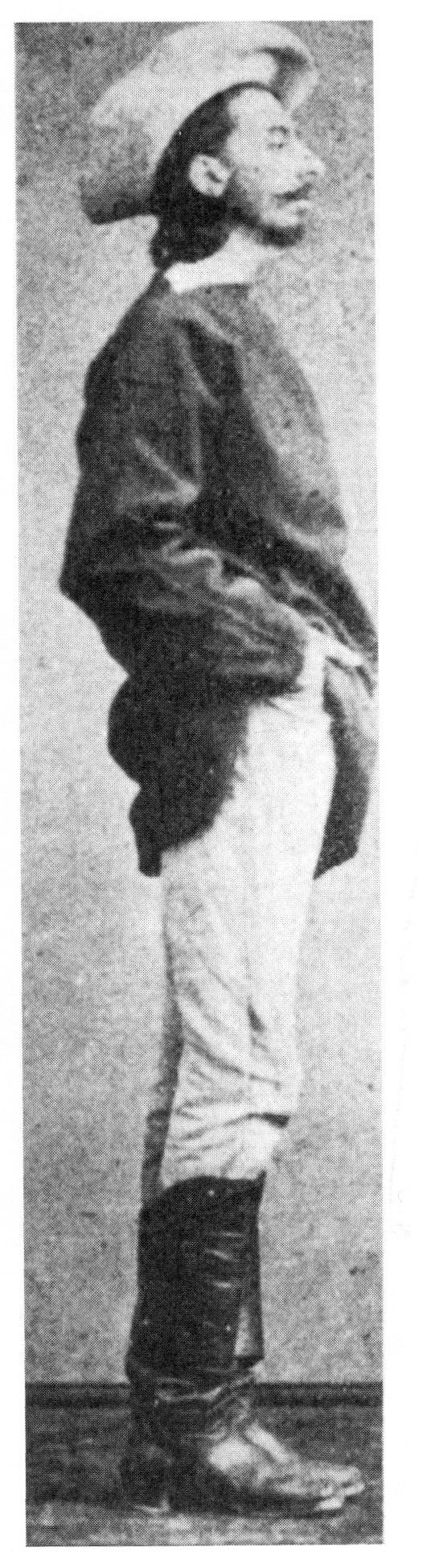
Photographie anonyme de Tristan Corbière, vers 1870.

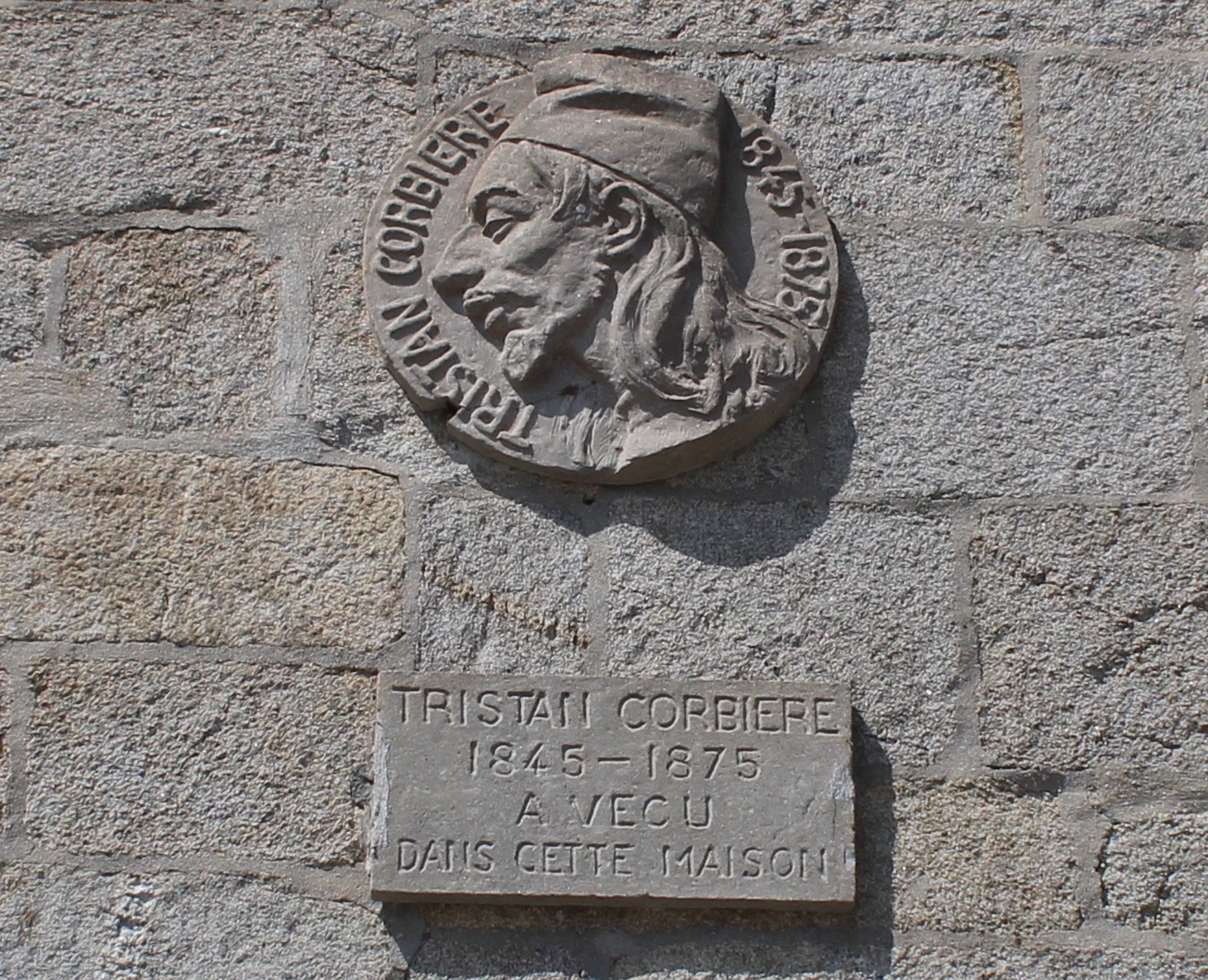
Médaillon en hommage à Tristan Corbière sur une habitation à Roscoff.

Tristan Corbière passe une enfance paisible dans la propriété, louée par ses parents, dite « Le Launay », à une centaine de mètres de Coat-Congar, à Morlaix. Sa sœur, Lucie, nait en 1850, puis son frère, Edmond, en 1855. Il est envoyé à Pâques 1859 en pension au lycée impérial de Saint-Brieuc, en classe de quatrième, après avoir suivi l'année précédente les cours du maître morlaisien M. Bourgeois. C'est un moment difficile pour lui, jusque-là élevé tranquillement près de ses parents. Mis à part en français et en latin, c'est un élève médiocre, qui a des relations difficiles avec ses professeurs comme avec ses camarades. La majeure partie de sa correspondance (50 lettres sur 60) date de cette époque, où il écrit en moyenne tous les trois jours à sa famille, et dans laquelle il raconte son quotidien d'élève, mais fait également part de ses sentiments, de l'amour qu'il porte à sa famille, et du manque de celle-ci.
C'est le jeudi, son jour de sortie, qu'il retrouve un peu du bonheur familial chez des amis de ses parents, les Bazin. C'est à cette époque qu'il commence à souffrir de rhumatismes articulaires, et d'engelures aux mains. Malgré ses mauvais résultats, il obtient à la distribution des prix du 6 août un 2e accessit de thème latin, sa matière de prédilection. L'année suivante, au pensionnat, naît sa vocation de poète et de caricaturiste : son premier poème connu « Ode au chapeau », datant de février 1860, est une satire sur le chapeau de son professeur d'histoire. Au palmarès du 6 août 1860, il obtient trois prix : le 2e prix de version latine, le 1er accessit de thème latin, et le 1er accessit de vers latins.
Son état de santé s'aggravant, il doit quitter Saint-Brieuc en août pour rejoindre son oncle médecin, Jules Chenantais établi à Nantes. Il entre le 9 octobre en seconde-lettres au lycée qui deviendra le lycée Georges-Clemenceau en qualité d'externe, étant logé chez son oncle. Le 8 août 1861, il remporte le 1er accessit de narration et de thème latin. En 1862, à la suite d'une grave crise, il reste partiellement infirme, et voyage en Provence avec sa mère pendant les vacances d'été pour des raisons de santé. Malgré sa préférence de son nouveau lycée, l'aggravation de sa maladie l'empêche de passer le baccalauréat au terme de sa classe de rhétorique et logique.

### D'une vie d'invalide fantaisiste à la mort
Sa vie de marginal commence lorsqu'il s'installe à Roscoff, en Bretagne, dans une maison que possèdent ses parents, où il lit les œuvres de son père, de Victor Hugo, de Charles Baudelaire et d'Alfred de Musset. Les habitants du village le surnomment l'« Ankou », c'est-à-dire le spectre de la mort, en raison de sa maigreur et de son allure disloquée. Il aime prendre la mer sur son bateau, Le Négrier (titre du plus célèbre roman de son père), et se livre à quelques excentricités. Il s'amuse un jour à se déguiser en forçat, en femme ou en mendiant, l'autre à se raser les sourcils ou bien encore, alors qu'il est en visite à Rome, à traîner un porc en laisse déguisé en évêque lors du carnaval auquel assiste le pape. C'est ainsi que s'écoulent ses jours, jusqu'à sa rencontre avec une petite actrice parisienne que Tristan Corbière se plaît à appeler Marcelle, de son vrai nom Armida Josefina Cuchiani ; elle devient sa muse.
Délaissant son prénom d'état-civil, Édouard-Joachim, pour prendre celui, plus évocateur, de Tristan — pour « Triste en corps bière » —, il fait paraître à compte d'auteur en 1873 son unique recueil de poèmes, Les Amours jaunes, qui passe inaperçu. Lui qui ne connut aucun succès de son vivant, il sera révélé de manière posthume par Paul Verlaine, qui lui consacre un chapitre de son essai Les Poètes maudits (1884). Le recueil se trouve également en bonne place dans la bibliothèque élitiste de Des Esseintes, le héros d'À rebours : cette présence dans l'œuvre de Joris-Karl Huysmans contribuera à faire connaître le poète au public.
Le poète qui rêvait d'être marin ne put satisfaire son désir de courir les mers, malgré son amour passionné pour celle-ci.
Il meurt à Morlaix le 1er mars 1875 et est enterré au cimetière Saint-Augustin. Il n'a pas 30 ans et n'a connu qu'une vie de solitude, brève et misérable, constamment atteint dans sa chair par la maladie, malheureux en amour, englué dans une passion unique et sordide ; sans doute, au figuré, la mer fut-elle sa véritable épouse. Le temps a rendu le poète à la lumière, et reconnu, bien tard, son talent.
Le nom des Amours jaunes, son unique recueil, a été donné à la bibliothèque publique ancienne de Morlaix.
Son poème « Litanie du sommeil » est inclus par André Breton dans l'Anthologie de l'humour noir.

## Sa poésie

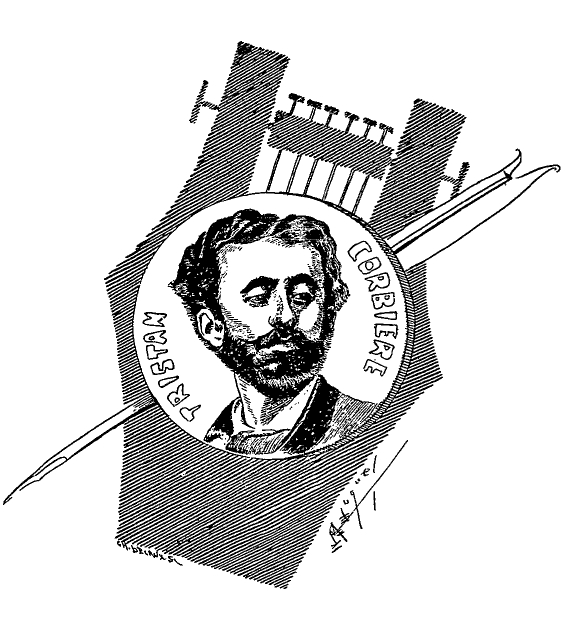
Portrait de Tristan Corbière par Manuel Luque paru dans la seconde édition des Poètes maudits de Verlaine (1888), puis dans la revue La Plume en 1891.

Les sources de la poésie de Corbière sont multiples : le poète a été marqué par le romantisme. Son œuvre puise également, de différentes manières, dans le XVIIe siècle, dans la poésie du XVIe siècle et, suivant la mode romantique pour le Moyen Âge, fait souvent référence à la figure de François Villon.
Corbière a également puisé l'inspiration de certains textes dans les légendes bretonnes — un des chapitres des Amours jaunes est titré « Armor » — ce qui lui a parfois valu de passer pour un écrivain régionaliste. Il s'est inspiré des gens qu'il côtoyait, peignant par exemple la foule se pressant aux pardons de Sainte-Anne-la-Palud. Un de ses textes évoque les conscrits bretons oubliés dans des conditions de grand dénuement dans le camp militaire de Conlie (Sarthe) en 1870.

## Réception critique
« Bohème de l’Océan — picaresque et falot — cassant, concis, cinglant le vers à la cravache — strident comme le cri des mouettes et comme elles jamais las — sans esthétisme — pas de la poésie et pas du vers, à peine de la littérature — sensuel, il ne montre jamais la chair — voyou et byronien — toujours le mot net — il n’est un autre artiste en vers plus dégagé que lui du langage poétique — il a un métier sans intérêt plastique — l’intérêt, l’effet est dans le cinglé, la pointe-sèche, le calembour, la fringance, le haché romantique — il veut être indéfinissable, incatalogable, pas être aimé, pas être haï ; bref, déclassé de toutes les latitudes, de toutes les mœurs, en deçà et au-delà des Pyrénées. » − Jules Laforgue.

## Peintre
Tristan Corbière a laissé une quarantaine de dessins, une trentaine de gouaches et une seule huile, le Marin aux volutes, peinte vers 1869 sur le bois de l'auberge Le Gad, à Roscoff. 

## Œuvres
- Les Amours jaunes, (1873, Paris : Librairie du XIXe siècle : Glady frères, 1873. VIII-348 p., 1 pl. Disponible en ligne sur Gallica : https://gallica.bnf.fr/ark:/12148/bpt6k856525 lire en ligne sur Gallica et sur Wikisource.

### Autres éditions
- Les Amours jaunes, Paris : L. Vanier, 1891. Disponible en ligne sur Gallica : https://gallica.bnf.fr/ark:/12148/bpt6k5742865.
- Les Amours jaunes, Paris : Vanier, 1903 (édition enrichie d'un portrait de Corbière, gravé d'après une photographie par Thomas Blanchet).
- Les Amours jaunes, Paris : Messein, 1912. préface de Charles Le Goffic.
- Les Amours jaunes, Paris : Georges Crès et Cie, 1920 ; notice de René Martineau. Les Maîtres du livre ; frontispices dessinés et gravés sur bois par André Deslignères.- Paris : Georges Crès et Cie, 1920 (cette édition comprend : a) quatre pièces posthumes : "Une Mort trop travaillée", "Paris nocturne", "Paris diurne", "Sous un portrait de Corbière" ; b) onze variantes : 'La Scie d'un sourd", "Vieux frère et sœur jumeaux", "Un Riche en Bretagne", "Vedere Napoli e morire I", "Au Vésuve", "La Pastorale de Conlie", "Veder Napoli poi mori", "Le Garde-côtes", "Aquarelle", "Sonnet", "Épitaphe").
- Les Amours jaunes, Paris : Albert Messein, préface de Charles Le Goffic, 1920 (réimpression de l'édition de 1912 avec une pagination différente). En ligne sur Gallica.
- Les Amours jaunes, Paris, Albert Messein, préface de Charles Le Goffic, 1926 (idem).
- Les Amours jaunes, Paris: Albert Messein, préface de Charles Le Goffic, 1931 (cette édition comprend le fac-similé du poème manuscrit "La Cigale et le poète).
- Les Amours jaunes, Paris : Albert Messein, préface de Charles Le Goffic, 1941 (réimpression de l'édition supra).
- Les Amours jaunes, réédition suivie de Poèmes retrouvés et de Œuvres en prose : Émile-Paul frères, 1942, illustrée par André Deslignères.
- Les Amours jaunes, Paris : Édition Emile-Paul Frères, gravures de Edmond Céria. 1943 (cette édition comprend plusieurs premières versions de certains poèmes des Amours jaunes).
- Les Amours jaunes, Paris : Albert Messein, préface de Charles Le Goffic et aquarelles de Boulenger, 1943.
- Les Amours jaunes, Paris : Édition Prométhée, Librairie des Moulins, 1943.
- Les Amours jaunes, La Haye-Paris : Editions AAM Stols, introduction de G. Jean-Aubry, 1947 (cette édition comprend une bibliographie).
- Les Amours jaunes, Paris : Librairie Celtique, préface d'Alexandre Arnoux, vignettes de Patrick de Manceau, 1947.
- Les Amours jaunes, Paris : A. Meussein, préface de Charles Le Goffic, aquarelles de Boulanger, 1947 (réimpression de l'édition de 1943, mais la pagination diffère).
- Les Amours jaunes, Paris : le Club français du livre, préface de Tristan Tzara, 1950.
- Les Amours jaunes, Paris : Gallimard, édition augmentée de poèmes et proses posthumes. Introduction et appendice critique par Yves-Gérard Le Dantec, 1953.
- Les Amours jaunes, présentation de Jean-Pierre Rosnay. Paris : Nouvel office d'édition(Poche-club), 1963. 101 p.
- Charles Cros, Tristan Corbière, Œuvres complètes, éd. Pierre-Olivier Walzer et Francis F. Burch pour Corbière, Gallimard, coll. « Bibliothèque de la Pléiade », 1970.
- Les Amours jaunes, éditions Main Pierre, Paris, 1976, 135 exemplaires numérotés et enrichis chacun de 136 lithographies originales de Jean-Jacques Morvan.
- Les Amours jaunes, présenté par Serge Safran. Paris : la Différence, coll. « Orphée », no 16, 1989.
- Les Amours jaunes suivi de Poèmes retrouvés et des Œuvres en prose, préface de Henri Thomas ; éd. établie par Jean-Louis Lalanne. Paris : Gallimard, coll. « Poésie », 1990.
- Les Amours jaunes, postface et notes d'Yves Leclair. Paris : Seuil, coll. « L'école des lettres », 1992 312 p..
- Les Amours jaunes, éd. savante d'Élisabeth Aragon et Claude Bonnin, Presses universitaires du Mirail, 1992, 512 p. (https://new-pum.univ-tlse2.fr/wp-content/uploads/2020/05/Les_amours_jaunes.pdf).
- Les Amours jaunes suivi de Six poèmes retrouvés, de Casino des trépassés et de L'Américaine, éd. par Christian Angelet. Paris : Librairie générale française, 2003, 288 p.
- Les Amours jaunes, édition établie, présentée et annotée par Lorella Martinelli. Paris : l'Harmattan, 2007, 260 p.
- Les Amours jaunes, présentation, notes, dossier, glossaire, chronologie, bibliographie par Jean-Pierre Bertrand, Paris : Flammarion, 2018, 385 p.

### Éditions partielles
- La Rapsode Foraine et Le Pardon de Sainte-Anne, poème de Tristan Corbière, illustration de Malo-Renault, Flory, 1920[15]22 p..
- Armor, René Helleu éditeur, huit eaux-fortes par Romanin, 1935[16] ; rééd. Morlaix, Éditions du Dossen, 1995 et Morlaix, Éditions Les lettres morlaisiennes, coll. « É comme Écrivains », 2019.  — Jean Moulin, haut fonctionnaire, exerça la fonction de sous-préfet à Châteaulin de 1930 à 1933. Pendant son séjour breton, il rencontra Max Jacob et, sur son conseil, illustra ce recueil de poèmes de huit gravures sous le pseudonyme de Romanin. Ces œuvres sont conservées au musée des Beaux-Arts de Quimper.
- Armor et Gens de mer, présenté par Gilles Plazy, Spézet, Coop-Breizh, coll. « Seizh Avel », 1997.

### Autres œuvres
- ffocsoR [Roscoff en écriture spéculaire], Huelgoat, Éditions Françoise Livinec, 2013.  — Album inédit de 30 feuillets de textes et de peintures créé à la fin des années 1860. Ce manuscrit, que l’on croyait perdu depuis 1975, a appartenu à Jean Moulin, et a été retrouvé par l'universitaire Benoît Houzé[17].

## Hommages
- Le lycée Tristan-Corbière de Morlaix.
- L'administration des Postes françaises a émis un timbre Tristan Corbière en 2011, dessiné par Cyril de La Patellière et gravé par Jacky Larrivière.
- Un buste en terre cuite représentant Tristan Corbière, réalisé en 2010 par le sculpteur Cyril de La Patellière, est conservé à la bibliothèque des Amours Jaunes de Morlaix.

## Postérité

### Adaptations musicales

Félix Vallotton, Portrait de Tristan Corbière, paru dans Le Livre des masques de Remy de Gourmont (1896).

- Michel Melchionne, chanté et accompagné d'un xylophone, issu du CD Cœur Insoumis (1995).
- Jean d'Udine (nl) [pseudonyme d'Albert Cozanet], Rondels pour après, Voix, piano, Le Ménestrel, 1923 (partition se trouvant à la Bibliothèque nationale de France, département musique).
- Albert Huybrechts, Mirliton, Soprano, piano, 1934. CeBeDem, 1956.
- Rudolf Escher, Trois Poèmes de Tristan Corbière (Rondel, Petit mort pour rire, Dodo, l'enfant, do- 1936), voix, piano, Donemus, 1991. "Lettre du Mexique" (1941), baryton, piano, Donemus, 1992.
- Emmanuel Bondeville, La Rapsodie foraine et le pardon de Sainte-Anne, Voix, piano, Durand, 1937.
- Robert Casadesus, Trois rondels pour après [composition de 1935], op. 21, Voix, piano, G. Casadesus, 1998 (partition se trouvant à la Bibliothèque nationale de France, département musique).
- André Maurice et Gérard Pondaven, Hommage à Tristan Corbière (1958), disque 33 tours Mouez Breiz (musique de Gérard Pondaven) La rapsode foraine, Le pardon de Sainte-Anne-la-Palud, Le casino des Trépassés, Cris d'aveugle et Au vieux Roscoff.
- Yves Baudrier, Poèmes de Tristan Corbière (Paysage mauvais, Laisser-courre- 1939), voix, piano, Amphion, 1960.
- Guy Morançon, "Nature morte", 1945. Voix, piano.
- Monique Morelli, chante Tristan Corbière. Les Amours jaunes (1975), disques EPM, collection Poètes et Chansons, 2005 (disque regroupant les mises en musiques de Lino Léonardi chantées en 1975 et pour quelques-unes au début des années 1990 par sa compagne Monique Morelli, ainsi que des mises en musique chantées par Pascal Héni en 1997).
- Glenmor lui a consacré un disque, Tristan Corbière : le paria, ArFolk.
- Serge Kerguiduff, Kerguiduff chante Tristan Corbière, Vélia, 1976.
- Paule Chamard, Le cotre le Négrier, dans À Brest la jolie - Chansons de ports, Le Chasse-Marée / Michel Colleu / 1994 (musique de Lino Léonardi). Enregistrée aux Fêtes maritimes de Douarnenez en 1988.
- Antoine Duhamel, L'impossible chanson des matelots [mise en musique de Matelots, voix et quatuor à cordes (ou orchestre), diffusée sur France Musique en janvier 2006, émission Prima La Musica].
- La compositrice Michèle Reverdy a également mis en musique plusieurs poèmes de Tristan Corbière.
- Diamanda Galas, chanteuse d'avant-garde américaine d'origine grecque, a mis en musique en 1986 Cris d'aveugle, de Corbière, dans l'album Saint of the Pit.
- Véronique Pestel, chanteuse et pianiste, met en musique et interprète Laisser-Courre en 1995 sur son album éponyme, couronné par l'Académie Charles-Cros.
- Casino des trépassés, 1997, disque de 16 chansons avec un grand orchestre, mis en musique par Stéphane Leach et Pascal Héni, chanté par Pascal Héni. Cet album met en valeur le « cynisme élégant » et le « chef-d'œuvre de cabaret » qu'évoquait Tristan Corbière. Un spectacle musical très baroque a été créé en 1999 sur la Scène nationale de Quimper.
- Thérèse Brenet : Rondel pour Chœurs, Orchestre et Orgue.
- Bruno Richardot : Le Crapaud[18], chanson pour ensemble vocal à quatre voix mixtes, et sérénade tragicomique pour baryton soliste et voix de femmes.
- Thanasis Papakonstantinou a adapté en grec Insomnie[19].
- Le poète, compositeur et peintre Paul Dirmeikis a mis trois poèmes de Tristan Corbière (Rondel, Petit Mort pour rire, Paria) au programme de son récital de poésie chantée Poètes en Bretagne.
- Le groupe de Black metal Peste noire a mis un de ses poèmes en chanson dans son split avec Horna (sorti le 7 septembre 2007)[20].
- Le comédien et chanteur Henri Courseaux met en musique et interprète plusieurs poèmes des Amours jaunes lors du Festival de la chanson à texte de Montcuq en 2013[21].
- Emmanuel Tugny, Armor, 2017, Vila Mariana, rue Stendhal, avec Chloé Lavalou[22].

### Utilisations dans des œuvres audiovisuelles
- Le rondel « Il fait noir, enfant, voleur d’étincelles ! » a été chanté à la guitare dans le film Nés en 68 d'Olivier Ducastel et Jacques Martineau (2008).

### Romans dont Tristan Corbière est le héros
- Jacques Trémora (pseudonyme collectif des collaborateurs du magazine Lutèce : Léo Trézénik, Georges Rall, Charles Morice…), Les Talons d'argent, roman-feuilleton, magazine Le Bien public, 1882-1883 (cf. Quand Verlaine rencontre Corbière, une soirée des Hirsutes dans le faubourg Saint-Germain, par Jean-Didier Wagneur et Alain Deschodt, Revue Verlaine, no 10, p. 228-258, 2007).
- Alexandre Arnoux, Une âme et pas de violon… Tristan Corbière, avec un portrait de Tristan Corbière par lui-même, Paris, éd. Bernard Grasset, 1929.
- Jean-Louis Kerguillec, Les Amours noires du Léon, [roman policier], Quimper, Bargain, 2015.
- Emmanuel Tugny, Corbière le crevant, Paris, Éditions Léo Scheer, 2007 ; rééd. Gwen Catala, 2017.
- Catherine Urien, Au pays de Tristan Corbière, La Riche, Diabase, 2017.
- Max Obione, Les Amours noires, [roman policier], La Gidouille, coll. « Les nouvelles enquête de Léo Tanguy », 2018.
- Fabienne Juhel, La mâle-mort entre les dents, Bruno Doucey, 2020.